# Paramythia
Paramythia is een geslacht van zangvogels uit de familie Paramythiidae (prachtbessenpikkers).
Paramythia (Grieks: Παραμυθιά) is ook een stad in de Griekse provincie Epirus ('Ηπειρος): Paramythia Thesprotias

## Soorten
Het geslacht kent de volgende soorten:
- Paramythia montium  – Oostelijke bergbessenpikker
- Paramythia olivacea  – Westelijke bergbessenpikker